# Budiónovka (Nijni Nóvgorod)
Budiónovka - Будёновка (rus) - és un possiólok a l'óblast de Nijni Nóvgorod, a Rússia, segons el cens del 2010 tenia 40 habitants, pertany al municipi de Bolxoie Andóssovo.